# CCN Cycling Team
CCN Cycling Team is een wielerploeg die een Bruneise licentie heeft. Het was de eerste Bruneise wielerploeg ooit die een UCI-licentie verkreeg. De ploeg neemt deel aan de continentale circuits. 
De Nederlander Lex Nederlof maakt sinds 2012 deel uit van de ploeg.

## Seizoen 2014

### Selectie
| Naam                                 | Geboortedatum     | Nationaliteit    | Ploeg 2013             |
| ------------------------------------ | ----------------- | ---------------- | ---------------------- |
| Daniel Abraham                       | 11 februari 1985  | Eritrea          |                        |
| Bin Abdullah Hadzid Azmi (tot 25/04) | 12 september 1991 | Brunei           |                        |
| Jason Christie (tot 10/07)           | 22 december 1990  | Nieuw-Zeeland    | OCBC Singapore         |
| John Ebsen                           | 15 november 1988  | Denemarken       | Synergy Baku           |
| Hari Fitrianto                       | 20 juni 1985      | Indonesië        |                        |
| Rob Gitelis                          | 23 oktober 1967   | Verenigde Staten |                        |
| Muhamad Hairolrani                   | 19 september 1992 | Brunei           |                        |
| Ahmed Hj Johor                       | 26 maart 1991     | Brunei           | Neo                    |
| Jae Yeon Lim                         | 6 september 1991  | Zuid-Korea       | Neo                    |
| Mohammad Mastani                     | 28 december 1994  | Brunei           | Neo                    |
| Lex Nederlof                         | 10 juni 1966      | Nederland        |                        |
| Ariya Poonsawat                      | 1 maart 1991      | Laos             | RTS Racing Team        |
| Roman Van Uden                       | 29 oktober 1988   | Nieuw-Zeeland    | Node 4-Giordana Racing |
| Yin Chih Wang                        | 21 oktober 1988   | Chinees Taipei   |                        |

### Overwinningen
| Wedstrijd                              | Datum           | Categorie | Winnaar      |
| -------------------------------------- | --------------- | --------- | ------------ |
| 1KM Hongkong, Baan                     | 10 januari 2014 | Baan      | Jae Yeon Lim |
| Aziatisch kampioen achtervolging, Baan | 22 mei 2014     | Baan      | Jae Yeon Lim |